# José Solís Ruiz

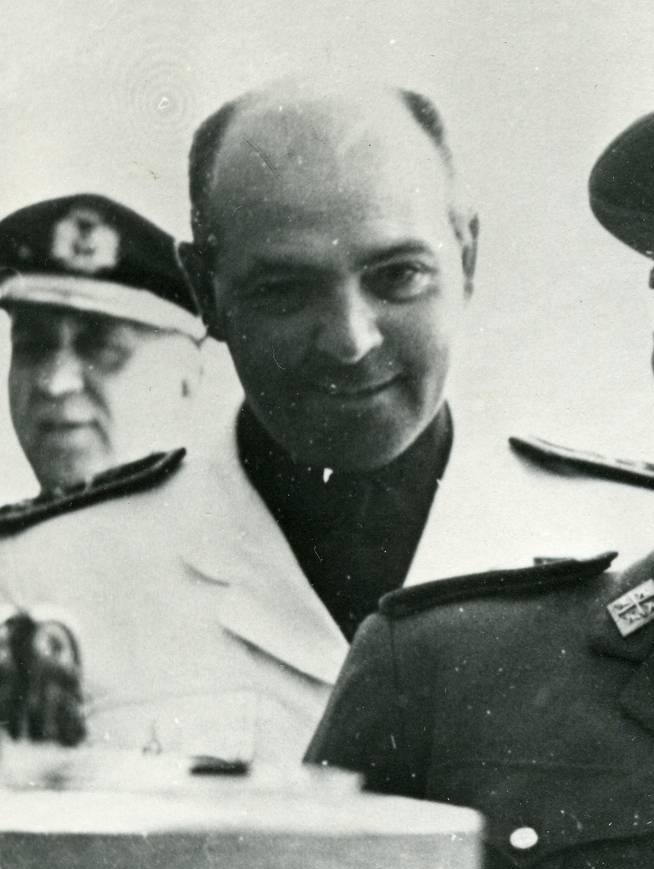
José Solís Ruiz, 1950

José Solís Ruiz (* 17. April 1915 in Cabra; † 30. Mai 1990 in Madrid) war ein spanischer Politiker.
Solís Ruiz war Chef der spanischen Einheitsgewerkschaft während der Diktatur von General Franco sowie Generalsekretär der damaligen spanischen Staatspartei Falange. Kurz nach dem Tod Francos wurde er im Dezember 1975 als Nachfolger von Fernando Suárez González spanischer Arbeitsminister in der Regierung von Carlos Arias Navarro; dieses Amt behielt er bis zum Juli des folgenden Jahres.

## Ehrungen
- 1955: Großkreuz des Verdienstordens der Bundesrepublik Deutschland
- 1964: Großkreuz des Ordens des Infanten Dom Henrique
- 1976: Collane des Ordens de Isabel la Católica